# Georg Marcgrave
Georg Marcgrave, in origine Georg Marggraf, scritto anche Marcgraf o Markgraf (Liebstadt, 10 settembre 1610 – Luanda, 1644), è stato un astronomo, naturalista e cartografo tedesco.

## Biografia
Nato a Liebstadt nel Principato Elettorale di Sassonia, Marcgrave studiò botanica, astronomia, matematica e medicina in Germana e Svizzera fino al 1636, quando si trasferì a Leida nei Paesi Bassi.
Nel 1637 fu nominato astronomo di un equipaggio formato per navigare fino alla colonia olandese del Brasile. Accompagnò Willem Piso, medico nonché nuovo governatore dei possedimenti olandesi in quel paese. In seguitò entrò al servizio del conte Maurizio di Nassau, il quale gli fornì i mezzi per esplorare buona parte del Brasile. Giunse in Brasile all'inizio del 1638, organizzando la prima spedizione zoologica, botanica ed astronomica che gli permise di vistare ampie parti della colonia per studiarne la storia naturale e la geografia. Dopo aver raggiunto le coste della Guinea, fu vittima del clima.

## Opere
La sua dettagliata mappa del Brasile, importante evento della cartografia, fu pubblicata nel 1647. Secondo Georges Cuvier, Marcgrave fu il più abile e preciso tra coloro che descrissero la storia naturale delle regioni remote nel XVI e XVII secolo.
Fu coautore (con Willem Piso) di Historia Naturalis Brasiliae, un'opera in otto volumi sulla botanica e la zoologia del Brasile. L'opera fu pubblicata nel 1648 ed è il principale motivo per cui Marcgrave viene ricordato.